# Tommaso Sgricci
Tommaso Sgricci (1789-1836) fue un actor italiano, célebre por su talento de improvisación en la tragedia.

## Biografía
Nacido en Castiglion Fiorentino, en la Toscana, en una familia modesta, Tommaso Sgricci fue uno de los últimos herederos de la tradición de los improvvisatori italianos. Practicaba la improvisación desde su infancia , consiguiendo vivir de su talento a partir de 1813, año en el que comenzó su vida de giras a lo largo y ancho de toda Italia, e incluso en el extranjero. Sabía crear la «poesía espontánea» como ningún otro, empleando un lenguaje poético italiano, compuesto de frases prefabricadas y acordadas, que interpretaba de forma espectacular en escena, declamando con tal rapidez que su auditorio no podía evaluar la calidad del verso.
Conseguía llenar teatros enteros y recibía una acogida delirante. Durante estos espectáculos, generalmente invitaba al auditorio a escribir temas sobre tarjetas: tras escoger una al azar, componía sobre el escenario una pieza entera en verso (pero sin rima) y recitaba todos los papeles. Durante una estancia en París en 1824, actuó delante de un grupo escogido e improvisó con éxito dos tragedias en cinco actos sobre los temas «Bianca Cappello» y la «Muerte de Carlos I». En 1825 improvisó delante del Gran Duque de Toscana una tragedia sobre la «Muerte de María Estuardo», con tal éxito que, en su entusiasmo, el Gran Duque le concedió una pensión de 2400 libras.
Su éxito le permitió no ocultar su homosexualidad y creó a su alrededor un perfume sulfuroso de escándalo que fascinaba al público. Lord Byron, que lo conció en Rávena, escribió en 1820: «Sgricci está aquí e improvisa con mucho éxito. También es un sodomita célebre, un personaje que está bien lejos de ser tan respetado en Italia como debería serlo, pero se ríen en lugar de gritarle, y las mujeres dicen que es una pena para un hombre de tal talento.»
El mayor escándalo se produjo en 1819, cuando en la cima de su gloria, fue a Roma para ser coronado poeta en el Capitolio, pero fue expulsado de los Estados Pontificios pocos días antes de ser honrado. La explicación oficial fue que habría criticado el gobierno del papa, pero las malas lenguas decían que habría «violado a Apolo por detrás.»
Con su carrera en declive, retornó en 1826 a Florencia, donde la protección del Gran Duque la garantizó la impunidad, a pesar de la vigilancia policial a la que fue sometido.